# Championnats du monde de cross-country 2009
Navigation
Édition précédente Édition suivante
Le 37e Championnats du monde de cross-country IAAF  s'est déroulé le 28 mars 2009 à Amman en Jordanie.

## Résultats

### Sénior hommes

#### Individuel
| Place  | Athlète            | Pays     | Temps       |
| ------ | ------------------ | -------- | ----------- |
| Or     | Gebre Gebremariam  | Éthiopie | 35 min 02 s |
| Argent | Moses Kipsiro      | Ouganda  | 35 min 04 s |
| Bronze | Zersenay Tadese    | Érythrée | 35 min 04 s |
| 4      | Leonard Komon      | Kenya    | 35 min 05 s |
| 5      | Habtamu Fikadu     | Éthiopie | 35 min 06 s |
| 6      | Mathew Kisorio     | Kenya    | 35 min 08 s |
| 7      | Mark Kiptoo        | Kenya    | 35 min 11 s |
| 8      | Chakir Boujattaoui | Maroc    | 35 min 12 s |
| 9      | Teklemariam Medhin | Érythrée | 35 min 14 s |
| 10     | Hunegnaw Mesfin    | Éthiopie | 35 min 16 s |

#### Équipes
| Place  | Pays     | Athlètes | Points |
| ------ | -------- | --- | ------ |
| Or     | Kenya    | Leonard Komon (4e) Mathew Kisorio (6e) Mark Kiptoo (7e) Moses Mosop (11e) Mangata Ndiwa (14e) Linus Chumba (25e)                   | 28     |
| Argent | Éthiopie | Gebre Gebremariam (1e) Habtamu Fikadu (5e) Hunegnaw Mesfin (10e) Feyisa Lilesa (12e) Dino Sefir (15e) Tadesse Tola (17e)           | 28     |
| Bronze | Érythrée | Zersenay Tadese (3e) Teklemariam Medhin (9e) Samuel Tsegay (16e) Samson Kiflemariam (22e) Issak Sibhatu (24e) Kidane Tadasse (56e) | 50     |

- Résultats complets

### Sénior femmes

#### Individuel
| Médaille | Athlète                       | Temps       |
| Or       | Florence Jebet Kiplagat (KEN) | 26 min 13 s |
| Argent   | Linet Chepkwemoi Masai (KEN)  | 26 min 16 s |
| Bronze   | Meselech Melkamu (ETH)        | 26 min 19 s |

#### Équipes
| Médaille | pays                                                                                         | Performance |
| Or       | Kenya Florence Kiplagat (1re) Linet Masai (2e) Lineth Chepkurui (4e) Ann Karindi Mwangi (7e) | 14 points   |
| Silver   | Éthiopie Meselech Melkamu (3e) Wude Ayalew (5e) Gelete Burka (8e) Mamitu Deska (12e)         | 28 points   |
| Bronze   | Portugal Ana Dulce Félix (15e) Sara Moreira (16e) Ana Dias (19e) Analía Rosa (22e)           | 72 points   |
|          | Résultats complets                                                                           |             |

### Juniors hommes

#### Individuel
| Médaille | Athlète                      | Temps       |
| Or       | Ayele Abshero Éthiopie       | 23 min 26 s |
| Argent   | Titus Kipjumba Mbishei Kenya | 23 min 30 s |
| Bronze   | Moses Kibet Ouganda          | 23 min 35 s |

#### Équipes
| Médaille | Athlètes | Points |
| Or       | Kenya    | 20 pts |
| Argent   | Éthiopie | 22 pts |
| Bronze   | Érythrée | 72 pts |

### Juniors Femmes

#### Individuel
| Médaille | Athlète                  | Temps       |
| Or       | Genzebe Dibaba (ETH)     | 20 min 14 s |
| Argent   | Mercy Cherono (KEN)      | 20 min 17 s |
| Bronze   | Jackline Chepngeno (KEN) | 20 min 27 s |

#### Équipes
| Médaille | Athlètes | Points |
| Or       | Éthiopie | 18 pts |
| Argent   | Kenya    | 18 pts |
| Bronze   | Japon    | 76 pts |